# مقبره قطب‌الدین یونسی
مقبره قطب‌الدین یونسی مربوط به اسلامی ـ سده ۱۰ ق است و در شهرستان بجستان، شهر یونسی واقع شده و این اثر در تاریخ ۱۶ اسفند ۱۳۸۴ با شمارهٔ ثبت ۱۴۳۴۷ به‌عنوان یکی از آثار ملی ایران به ثبت رسیده‌است.